# Daihatsu Mira Cocoa

La Daihatsu Mira Cocoa est une K-car lancée le 17 août 2009 et destinée au marché japonais. Comme toutes les keijidosha elle dispose de 4 places et d'un petit moteur restant sous les 660 cm³.
Elle est techniquement proche de la Mira, appelée Cuore en Europe, mais bénéficie d'une carrosserie totalement différente.
38 764 exemplaires en ont été vendus au Japon en 2012.